# Rezidence primátora hlavního města Prahy
Rezidence primátora hlavního města Prahy se nachází v celém jižním křídle budovy Městské knihovny v Praze na Mariánském náměstí v Praze. Do rezidence je samostatný vchod z ulice, jímž se vstupuje do haly, která je zařízena tak, aby byla využitelná jako velkokapacitní šatna. První patro celé Městské knihovny v Praze je nedílnou vlastní součástí knihovny, takže první místnosti primátorské rezidence začínají teprve až ve druhém patře budovy, kde se nacházejí oficiální reprezentační místnosti.
Páteří oficiálních reprezentačních prostor rezidence primátora hlavního města Prahy jsou tři hlavní místnosti: vstupní salon, velký recepční sál a jídelní salon. Z těchto místností lze dále vstupovat do dámského, pánského, hudebního, citronového (čajového) a hráčského salonu. Dále je možno projít i do tzv. zimní zahrady a pasáže (prostorné a dlouhé chodby), jež se táhne podél celé delší strany velkého reprezentačního sálu a z níž do něj ústí několik vchodů.
Všechny výše uvedené prostory (ve druhém patře budovy) jsou vybaveny komponovaným souborem předmětů a prvků ovlivněných pozdní secesí a ve stylu art deco tj. kamennými i dřevěnými obklady, mozaikami, textilními tapetami, dekorativními malbami stěn a stropů, svítidly, dekorativními mřížemi, uměleckými prvky kování, mobiliářem, koberci, desénovými závěsy a krajkovými záclonami. Navíc je zde instalována i řada originálů soch a malířských děl od předních československých umělců.
Třetí patro je věnováno vlastnímu primátorskému bytu, jenž je s reprezentativními prostory druhého patra propojen vnitřním schodištěm. Nadstandardní primátorský byt je tvořen halou, dámským salonem, pánskou pracovnou, obytným prostorem a jídelnou s přípravnou. Ložnice jsou koncipovány jako samostatný blok; zcela oddělený je i přístup do třech apartmánů pro hosty (tj. pro ubytování oficiálních návštěv).
Ve čtvrtém patře se nacházely servisní prostory sloužící pro celou rezidenci primátora hlavního města Prahy. Základem těchto servisních prostor byla kuchyně, jejíž původní vybavení se ale nedochovalo. Součástí čtvrtého patra byla i velká střešní terasa se zahradní úpravou. Ta byla primárně určena k relaxaci a odpočinku a proto byla orientována do (relativně klidného) dvora budovy.

## Podrobněji

### Primátorský byt ve třetím patře
V primátorském „služebním bytě“ ve třetím patře budovy skutečně se svojí rodinou bydlel jen jako jediný první pražský primátor JUDr. Karel Baxa a to v letech 1919 až 1937. Plnohodnotné bydlení vyžadovalo totiž zaměstnat značný počet obsluhujícího personálu, pročež další primátoři využívali z celého primátorského „služebního bytu“ (k přijímání návštěv, k věcným jednáním a konzultacím jakož i pro soukromé potřeby) především obývací pokoj a jídelnu. Jinak tomu bylo s apartmány, které byly využívány pro ubytování oficiálních hostů prakticky po celou dobu existence primátorské rezidence. Jak postupoval čas, tyto prostory byly (z původního stavu) výrazně měněny, zatímco změny v oficiálních reprezentativních prostorách primátorské rezidence tak rychle neprobíhaly. Během rekonstrukce v letech 1994 až 1995 byly provedeny necitlivé změny naprosto všech sociálních zařízení. V období před touto rekonstrukcí se měnila řada osvětlovacích těles, ale někde dokonce i tapety a nábytek. V neporušeném (tj. původním) stavu se zachovalo zařízení přípravny (jídelní výtah z kuchyně ve čtvrtém patře) a dodnes fungující (ale nepoužívaná) lednička (se čpavkovou náplní) z továrny Frigera v Kolíně.

Primátorský byt ve třetím patře
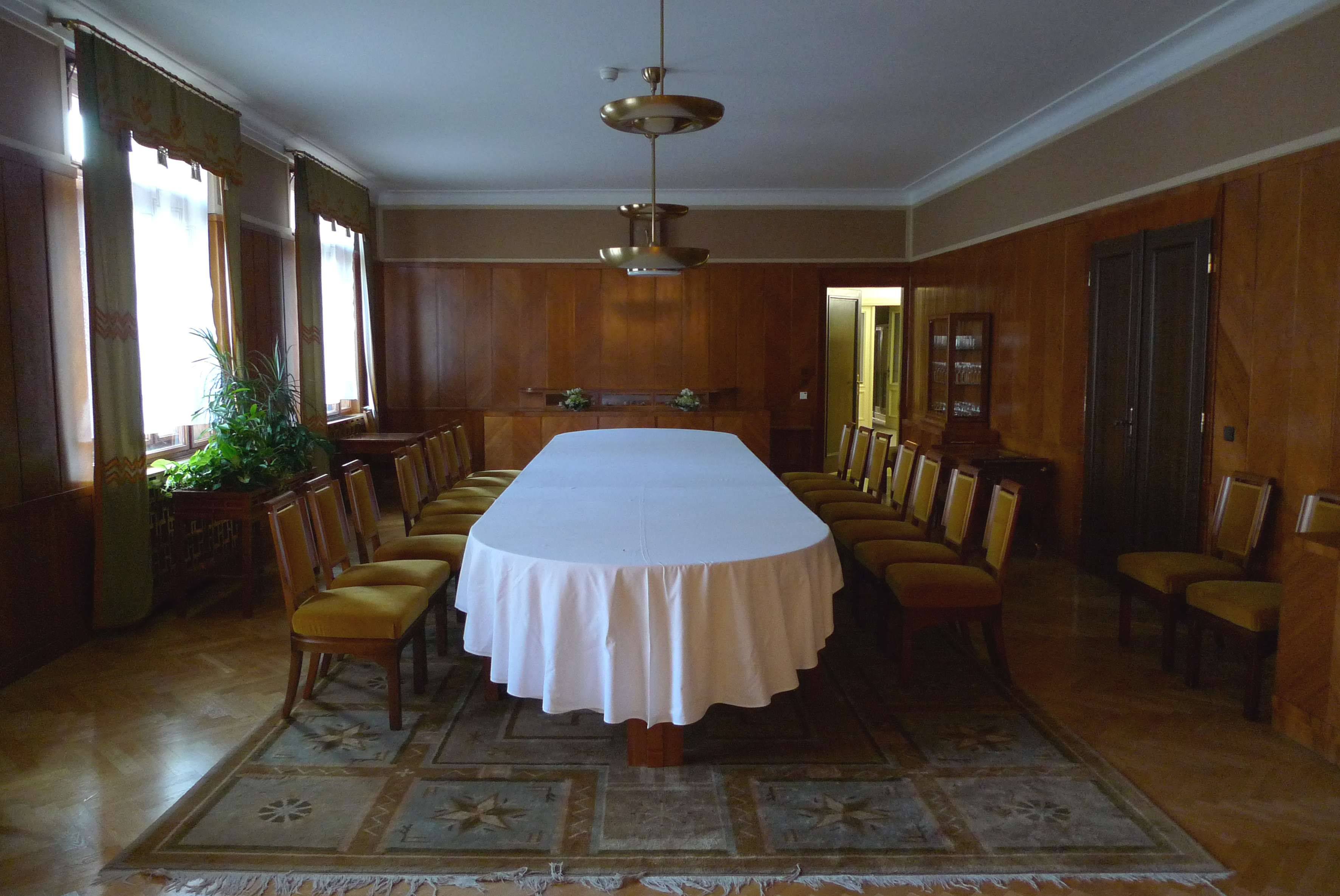
Jídelna v úpravě s velkým banketním stolem
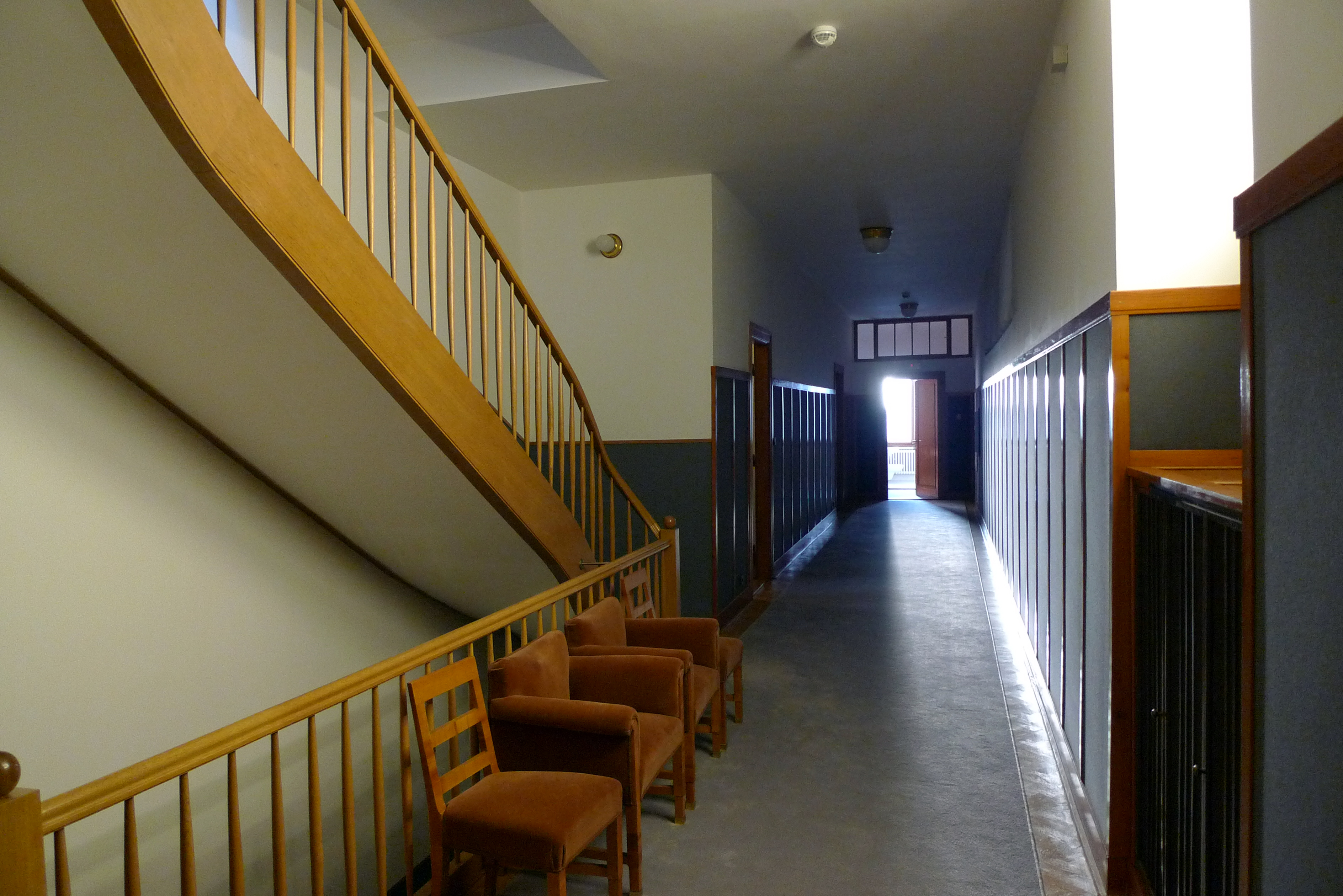
Interní schodiště v úrovni 3. patra
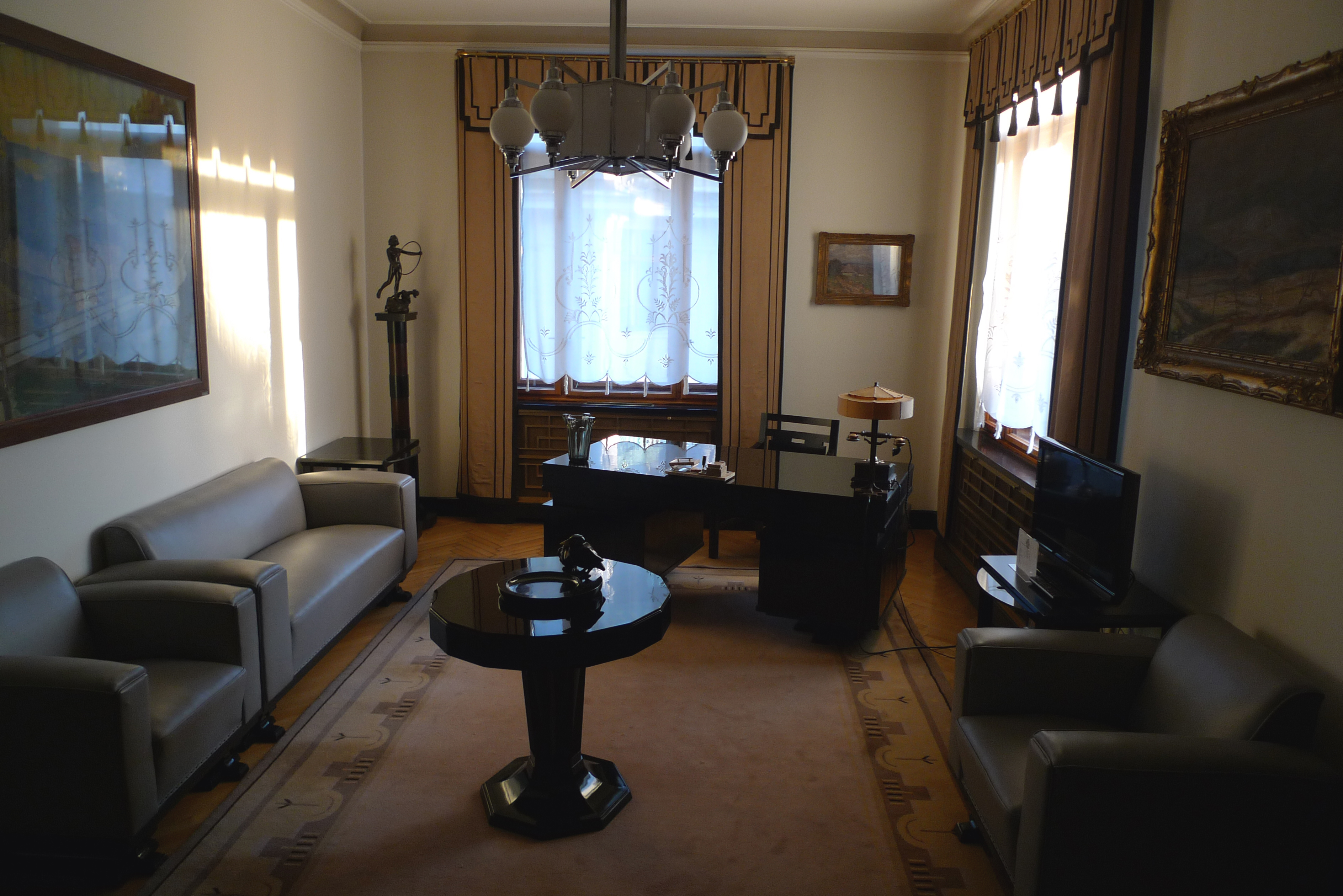
Pánská pracovna, celkový pohled
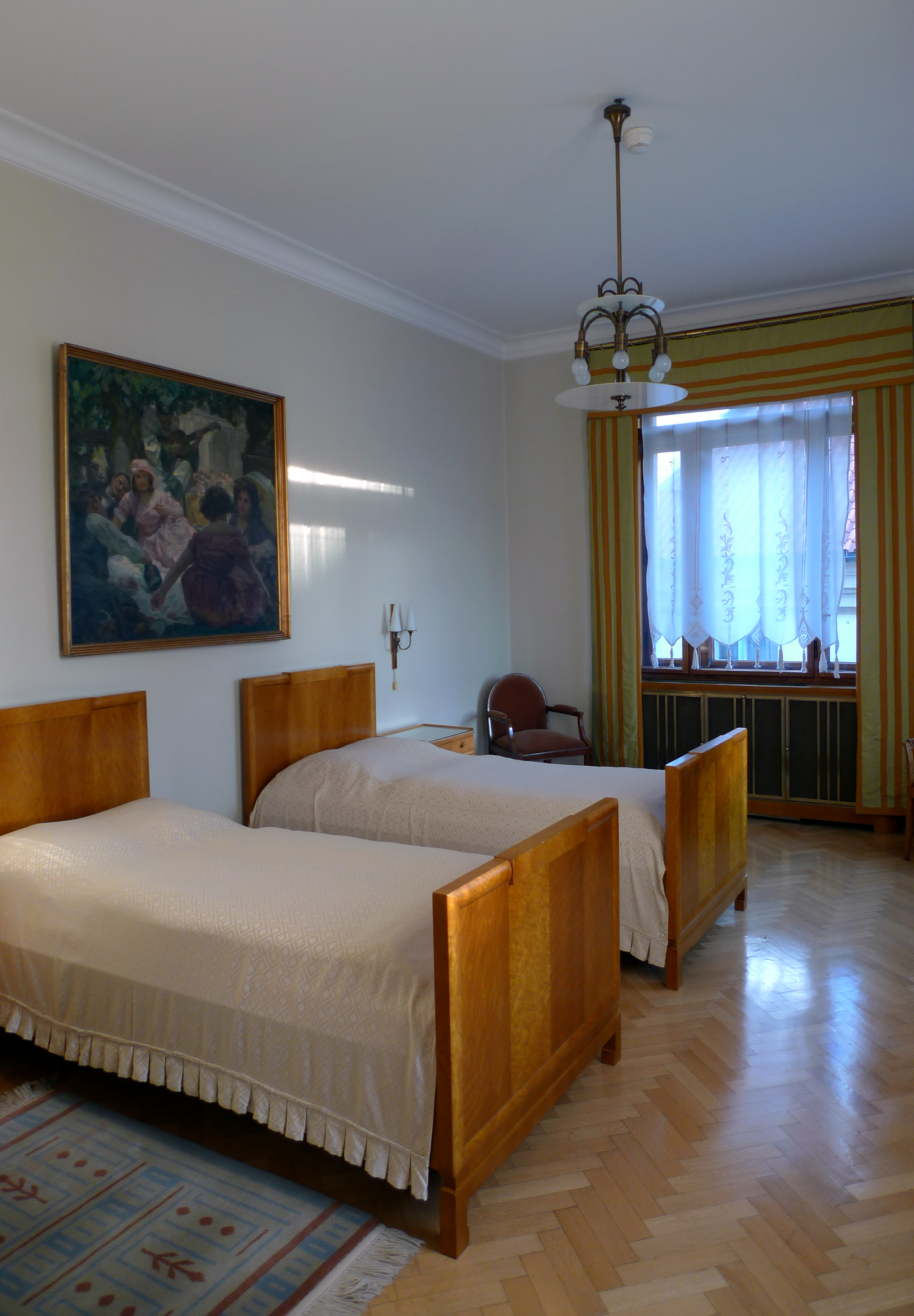
Ložnice

### Historie budovy
K 10. výročí vzniku samostatného Československa a k 60. jubileu Pražské městské pojišťovny se právě Pražská městská pojišťovna rozhodla nechat vybudovat vlastními náklady moderní víceúčelovou budovu. Primárním určením měla tato stavba sloužit převážně kulturním potřebám. Byla navržena pro městskou knihovnu, obsahovala přednáškové sály, dětské divadlo – Říši loutek (včetně návrhu samotných loutek – marionet) a galerii umění (včetně návrhu stropního osvětlení poskytujícího rozptýlené světlo). Celý jižní trakt budovy (přiléhající vertikálně k Mariánskému náměstí) byl od počátku návrhu budovy až po její konečnou realizaci koncipován a budován jako důstojně a velkoryse pojatá rezidence primátora hlavního města Prahy.
Z vypsané soutěže na projekt budovy byl vybrán jako vítězný návrh českého architekta Františka Roitha. Projekt zohledňoval začlenění nové budovy do historické části centra Prahy mezi budovami Nové radnice, Klementinem a tehdy již existující rezidenční zástavbou v okolí. Součástí projektu byly i papírové modely budoucí budovy, z nichž se dochovaly fotografie zobrazující boční fasády do ulic Valentinské a Žatecké. Zachoval se i tužkou kreslený pohled na projektovanou budovu ze směru od Mariánského náměstí s novoklasicistní travertinem obloženou fasádou hlavního průčelí budovy, jež mělo být ozdobeno střídajícími se alegorickými sochami mužských a ženských postav (realizovaných posléze skutečně na již hotové čelní fasádě budovy českým sochařem a loutkářem Ladislavem Kofránkem).

Budova, čelní fasáda (sochy zleva do prava)
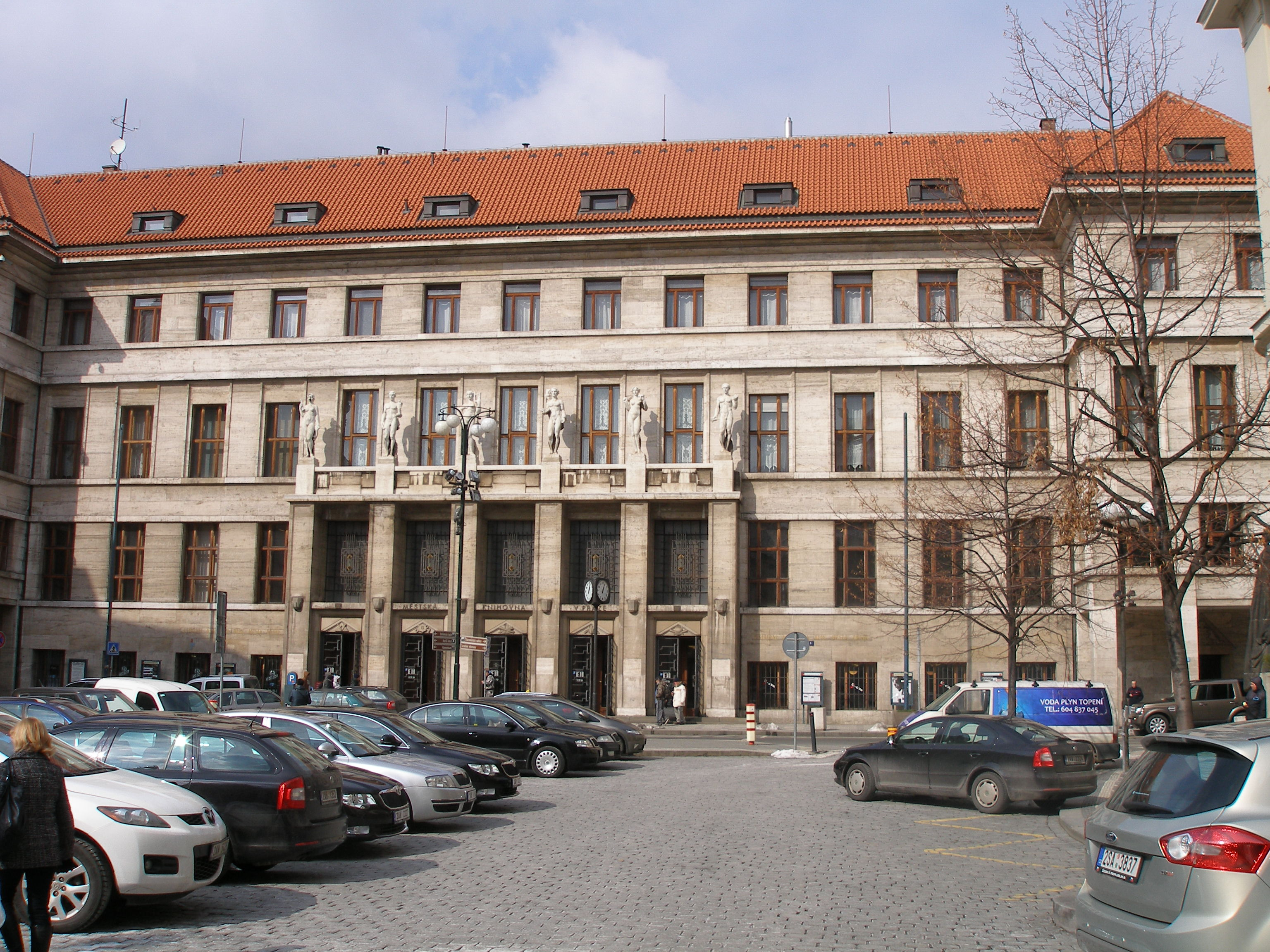
Celkový pohled na budovu z Mariánského náměstí
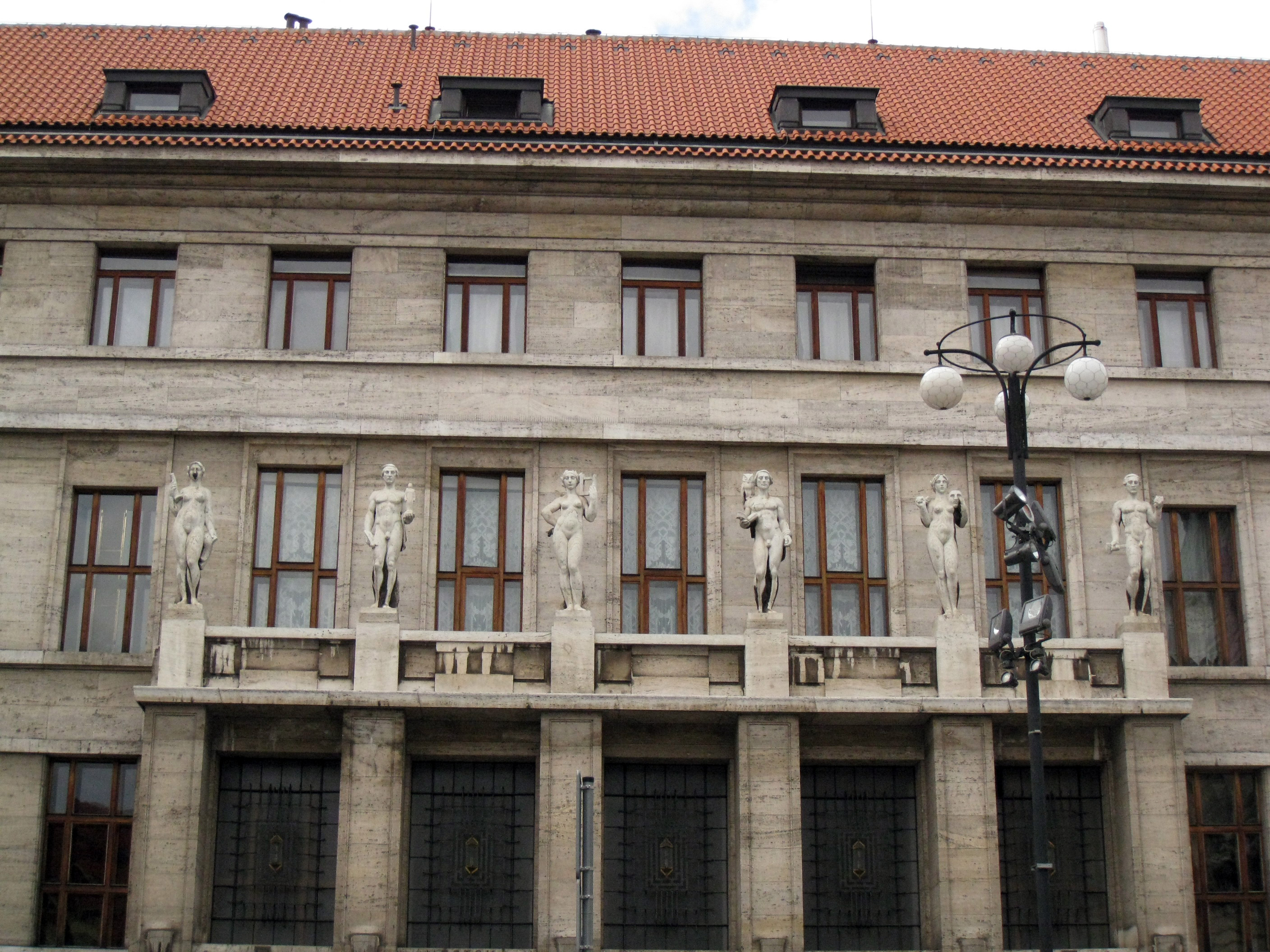
Vstupní fasáda hlavního průčelí budovy se šesticí alegorických soch od Ladislava Kofránka
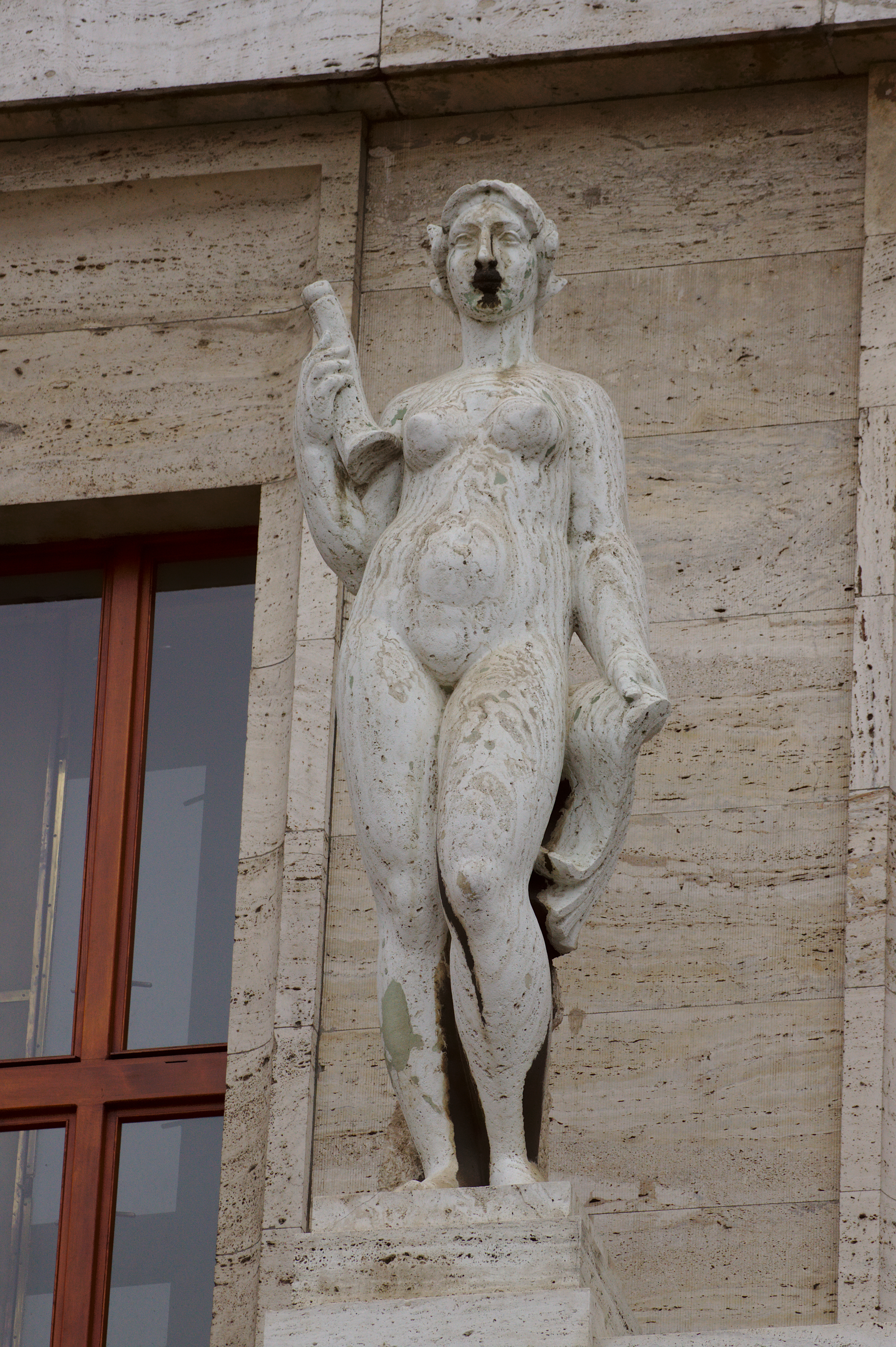
Alegorie: Literatura
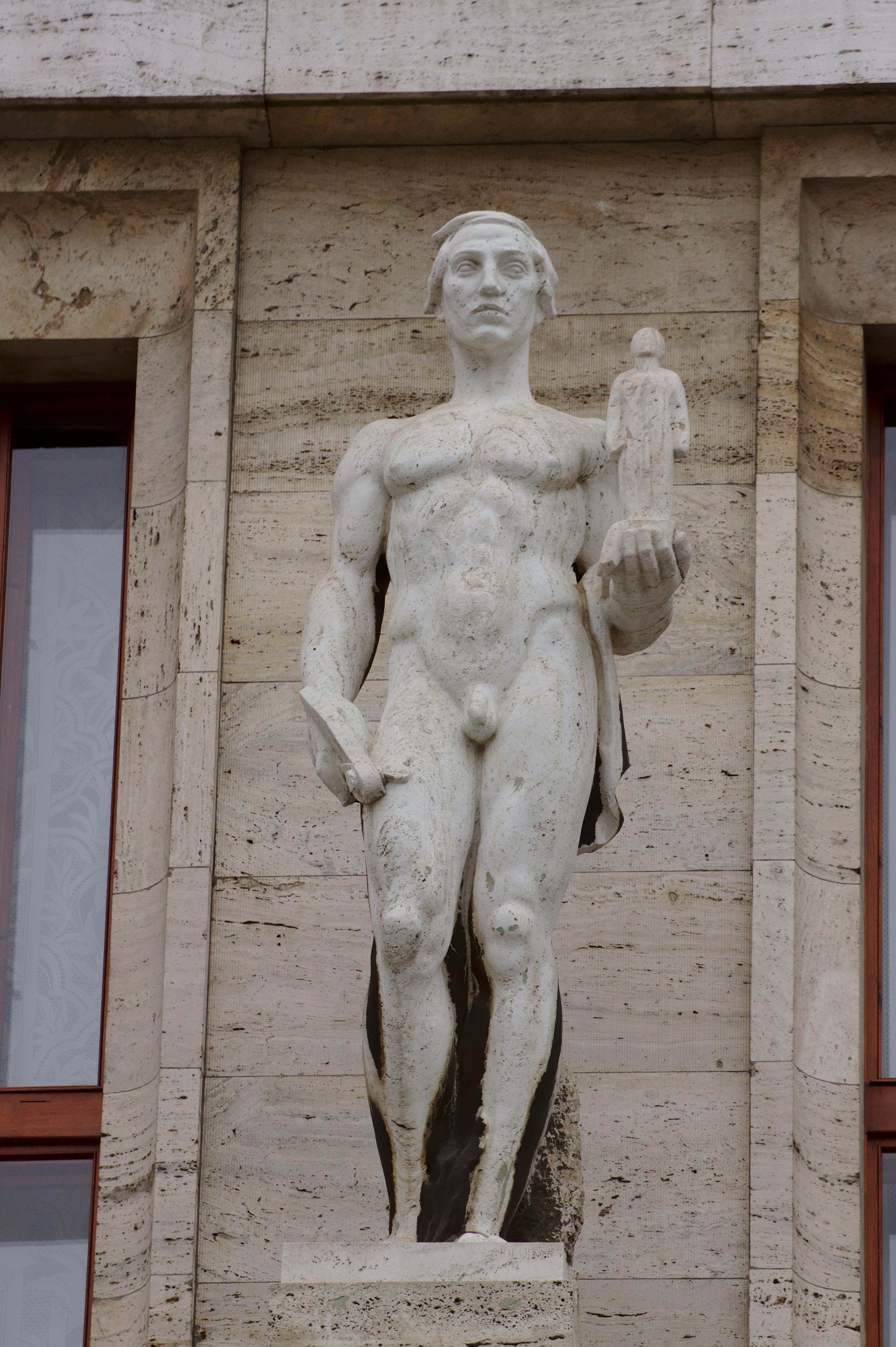
Alegorie: Sochařství
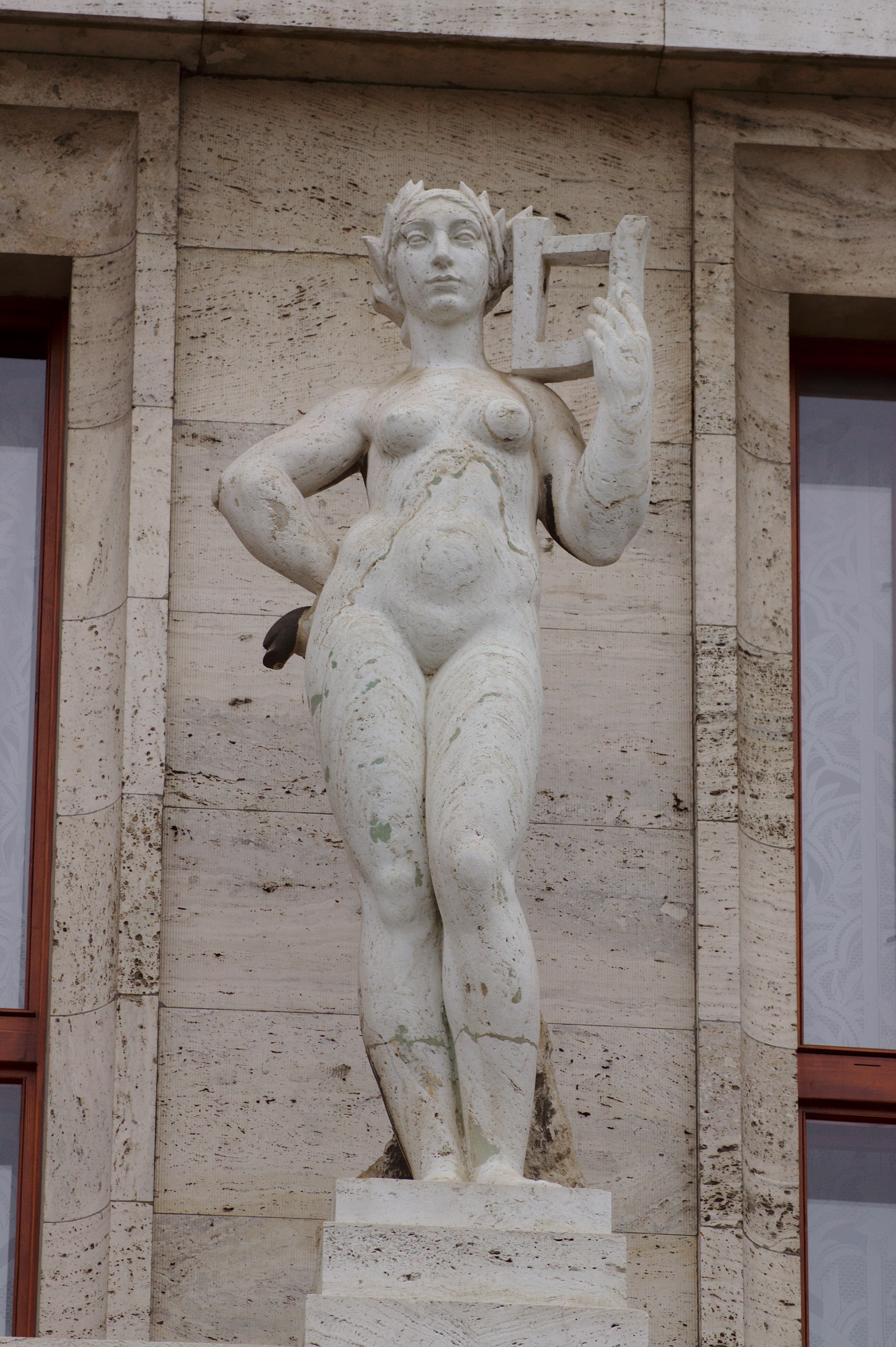
Alegorie: Hudba
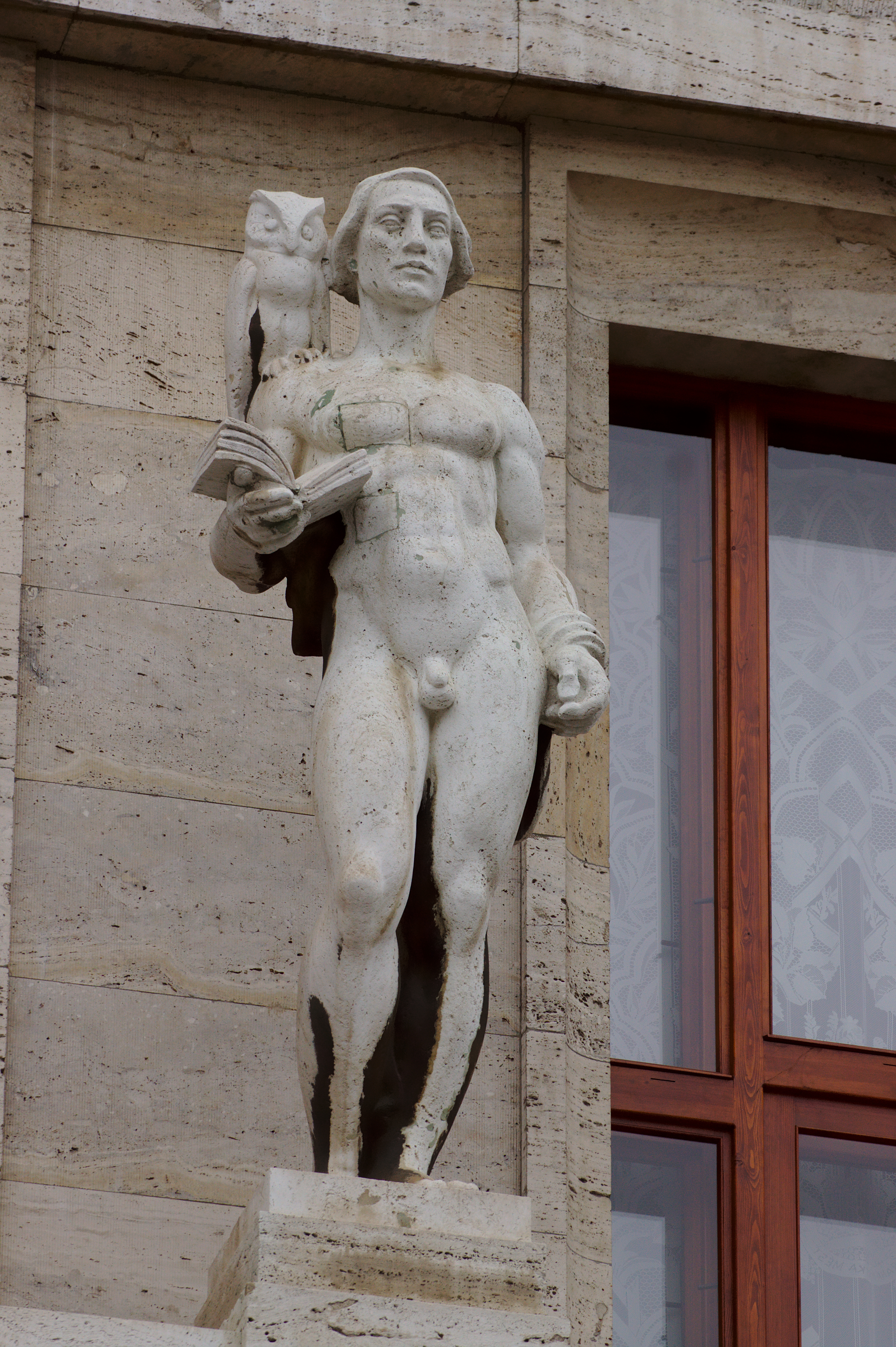
Alegorie: Filosofie
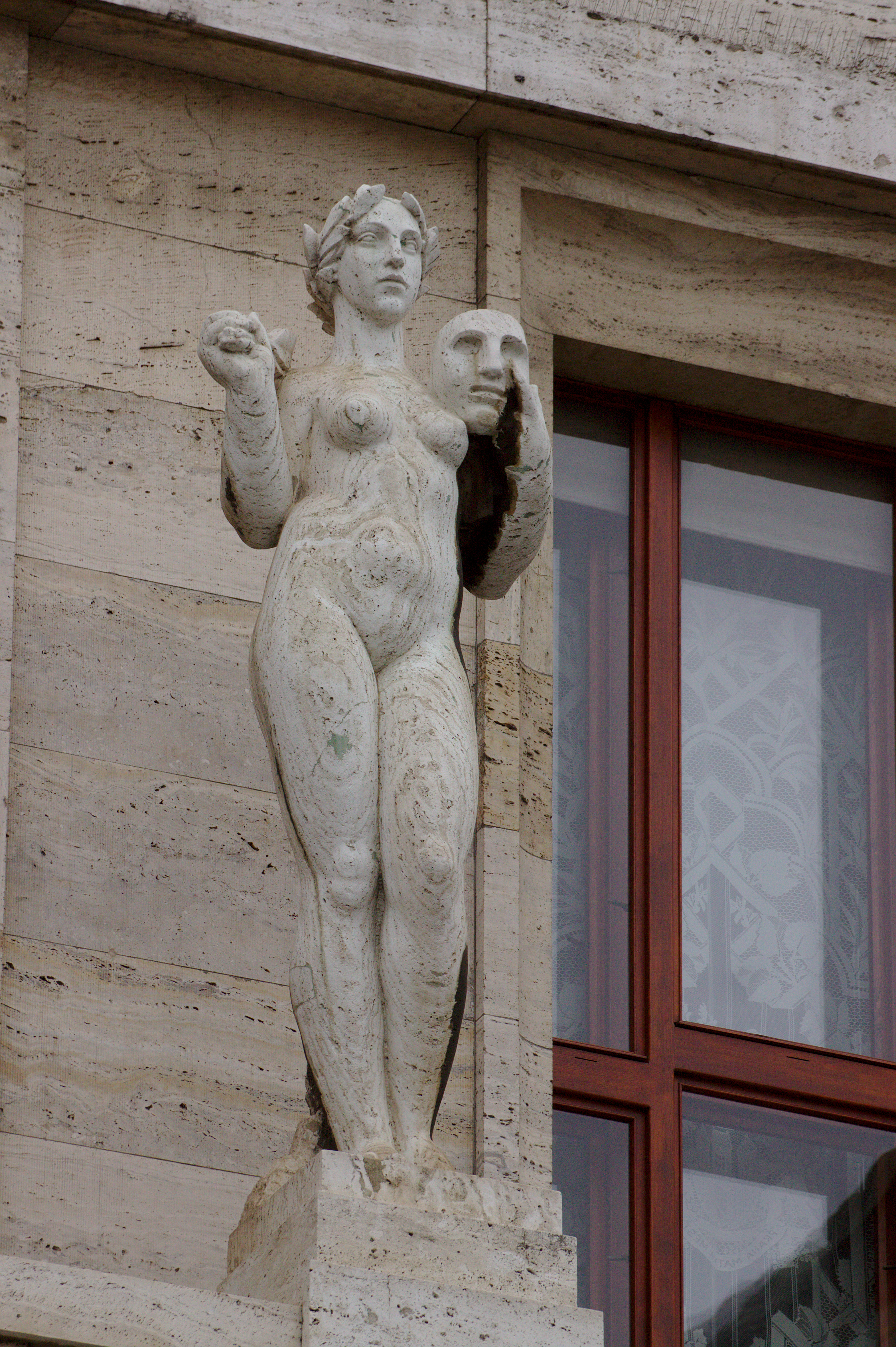
Alegorie: Drama
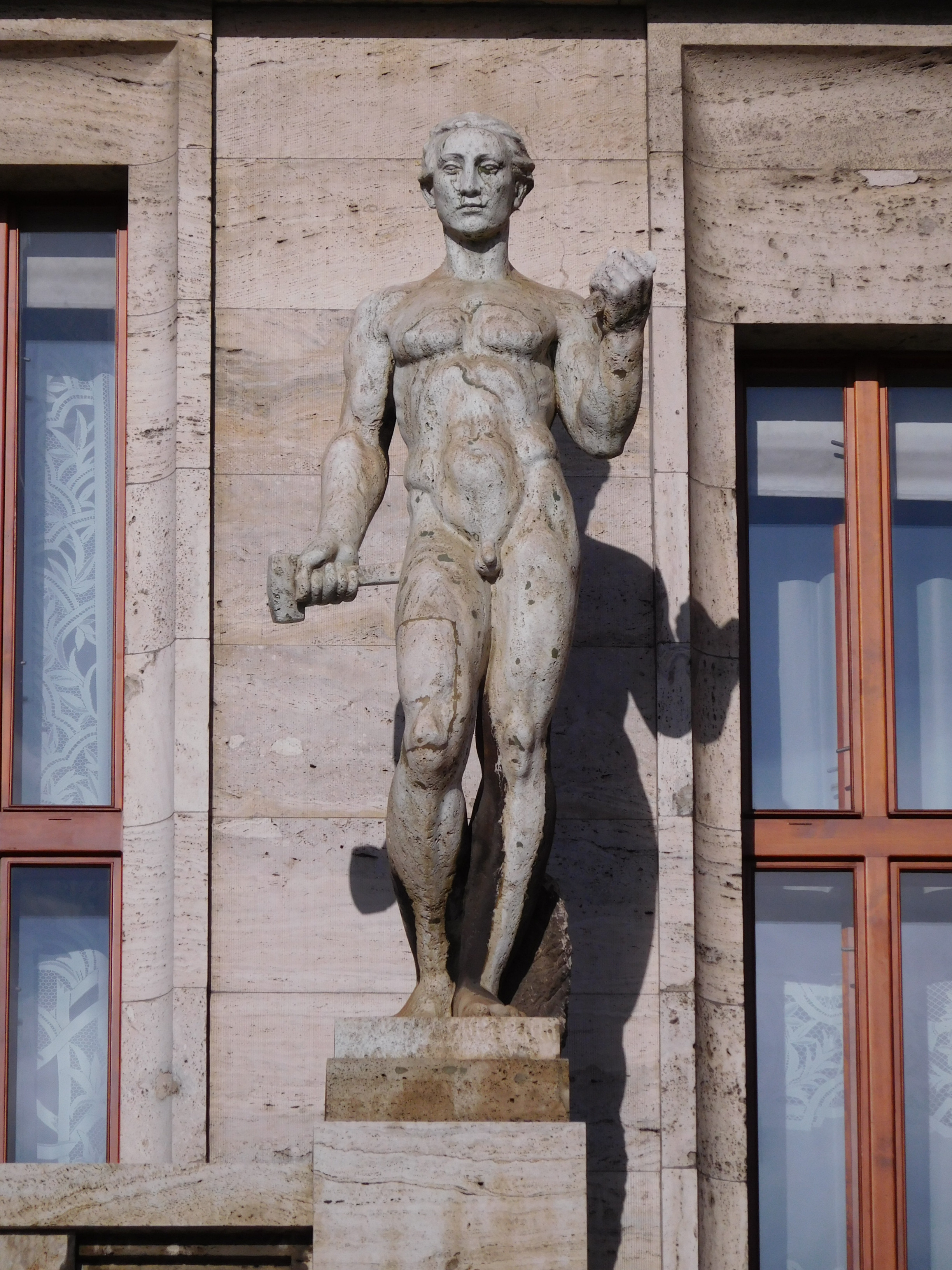
Alegorie: Stavitelství

Vlastní realizace rozsáhlé budovy byla svěřena stavební firmě Nekvasil a firmě bratří Kavalírů. Spodní podlaží budovy jakož i velkorozporové oblouky si vyžádaly použití technologie železobetonových konstrukcí doplněných náročnou výdřevou. Pro vyšší patra budovy pak už byly použity klasičtější zděné a kombinované stavební postupy. Stavba celé budovy se odehrála mezi léty 1925 až 1928, ale její definitivní a úplné dokončení se datuje do roku 1930.

### Velký recepční sál
Největší místností z oficiálních reprezentačních prostor celé rezidence primátora hlavního města Prahy je velký reprezentační sál, který je určen jak k reprezentačním účelům, tak i ke konání významných událostí na celopražské úrovni. Zatímco architektura tohoto sálu zůstala neporušena, z jeho původního vybavení se dochovaly jen skladebné stoly s pozůstatky intarzií. V současné době (rok 2020) je velký reprezentační sál vybaven novodobým sedacím nábytkem, jenž umožňuje jeho příležitostné využívání pro bankety, konference nebo jako auditorium.
Stěny velkého recepčního sálu jsou obloženy pravidelnými širokými „vertikálními pásy“ tvořenými italským mramorem Giallo venato. Mezi těmito mramorovými „vertikálními pruhy“ jsou tenké „vertikální proužky“ (spáry) z drobné modrozlaté mozaiky. Delší strana velkého recepčního sálu je opatřena okny (situovanými na Mariánské náměstí), ve druhé (delší) stěně sálu (proti oknům) jsou zabudovány dva krby (každý s trochu jiným kamenným obkladem tělesa krbu; jeden je obložen mramorem Siklos rosa). Portály obou krbů jsou opatřeny dekorativním mřížovým s plaketami nesoucími figurální reliéfy. Reliéfy na plaketách vetknutých do mříží na portálech obou krbů zpodobňují autora projektu celé budovy – architekta Františka Roitha, dále pak vedoucí staveb a jednotlivých stavebních odvětví. Je zde též pamatováno na reliéf zobrazující představitele knihovny a Pražské městské pojišťovny. Tím je donátor stavby český sochař, architekt a sklářský výtvarník Karel Štipl, jenž je zároveň autorem mnoha dalších reliéfů v rezidenci primátora hlavního města Prahy a jenž také vytvořil další plastiky v čele (na kratší straně) velkého recepčního sálu. Nad oběma krby jsou umístěny dva velké, do kamene (opuka) tesané znaky. Jedná se o reliéf – znak Velké Prahy a o reliéf – znak Starého Města pražského. Oba reliéfy nejsou monolitické, ale dělené a pro svoji velikost (a hmotnost) byly údajně do velkého recepčního sálu stěhovány jeho okenními otvory. Osu ornamentálně malovaného stropu sálu tvoří středový ornamentální pás táhnoucí se mezi obvodovými stěnami a středním hluboce vpadlým zrcadlem. Autorem výtvarného řešení stropu sálu je český malíř, grafik a průmyslový a scénický výtvarník František Kysela.
V čele velkého recepčního sálu na soklu je umístěna busta T. G. Masaryka od českého sochaře a medailéra Miroslava Beutlera, která byla odstraněna za protektorátu a v 90. letech 20. století byla na stejném místě (na původním soklu) opětně nainstalována busta T. G. Masaryka, ale od českého sochaře a medailéra Antonína Lhotáka.
Důstojné a slavnostní prostředí sálu je zvýrazněno dezénovými závěsy, krajkovými záclonami, lustry z Kamenického Šenova, koberci s geometrizujícím ornamentem a náročně řešenými parketami.

### Pasáž (široká chodba)
Podél celé jedné delší stěny velkého recepčního sálu se táhne široká přístupová chodba – tzv. pasáž. (vytváří jakési předsálí – foyer velkého recepčního sálu). Pasáž spojuje na své jedné straně vstupní salon a na své druhé straně jídelní salon a zároveň obsahuje vstupy (dveře) jak do hudebního salonu, tak i do velkého recepčního sálu. Stěny této pasáže a křídla všech dveří v pasáži jsou provedeny v tlumené červené barvě a v podobné barvě je zhotovena i vysoce lesklá podlaha pasáže. Z pasáže je také vchod do místnosti příručního zázemí sálu, odkud vede interní schodiště spojující druhé až čtvrté (servisní) patro primátorské rezidence. Celý prostor pasáže je ve výši nadpraží dveří lemován trojúhelníkovým vlysem se zabudovanými konzolovými svítidly. Ta jsou osazena čirými žárovkami bez stínidel. Krom umělého osvětlení disponuje pasáž ještě galerií oken prosvětlujících pasáž přirozeným denním světlem. Další světelné zdroje jsou umístěny vysoko ve stropě pasáže.

### Vstupní salon
Vstupní salon je propojen se salony dámským, pánským a hudebním. V čele vstupního salonu se nachází krb krytý geometrickou mříží. Krb (i mříž) jsou obloženy temně zeleným kamenem (verde lasori) se světlou kresbou. V ose nad krbem visí v zaskleném rámu olej na plátně „Panorama Prahy od Hanavského pavilonu na Letné“, jehož autorem je český akademický malíř (krajinář) Jaroslav Šetelík. Snížený strop vstupního salonu je dekorován šablonovou výmalbou podle návrhu malíře, grafika a designéra Františka Kysely, jenž je zároveň také autorem vzoru obdélníkového koberce před krbem ve vstupním salonu. Salon disponuje kruhovým stolem ozdobeným intarzií s rostlinným námětem. Nad stolem je ověskový lustr, na stole samém spočívá v jeho středu (rovněž kruhová) tepaná mísa, instalovaná tam dodatečně v 50. letech 20. století. Stůl stojí na kruhovém koberci s radiální kresbou (ve stylu art deco).

### Dámský a pánský salon
Původně byl dámský salon (stejně tak i pánská pracovna) koncipován jako samostatný, uzavřený prostor, ale praktický provoz reprezentační části rezidence primátora hlavního města Prahy potvrdil úlohu vstupního salonu, jemuž bylo potřeba vytvořit odpovídající zázemí tím, že oba salony (dámský i pánský) byly nakonec široce propojeny, což zajistilo nejen vhodné prostory pro jednání a rozhovory, ale dodalo celé rezidenci (hned v úvodu) velkorysý charakter a unikátní noblesní vzhled.
Vzácné dary, které byly věnovány městu Praze, jsou vystaveny právě v těchto prostorách. Jedná se o plastiku „Dívka letící na orlu“ (umístěna v pánském salonu), jejímž autorem je francouzský sochař Georges Bareau. Dále zde byla umístěna (původně ve vstupním salonu) plastika „Jeanne de Arc“ rovněž dílo francouzského sochaře jménem Paul Dubois. V pánském saloně se nachází sedící bronzová plastika „Tanagra“, kterou zhotovil francouzský sochař Jean-Léon Gérôme.

#### Dámský salon
V polích (mezi dřevěnými obklady stěn) na látkových tapetách dámského salonu jsou pravidelné geometrizující vzory se vsazenými rostlinnými motivy. Strop dámského salonu je ozdoben pásy (staženými po stěnách) se stropními výplněmi. Lustry zde jsou centrálně uspořádané. Na podlaze dámského salonu leží koberce s geometrizujícími vzory podle návrhu Františka Kysely.

#### Pánský salon
V pánském salonu se nachází olejomalba „Podzim“ na plátně ve slepém rámu (blindrámu), vsazená do dřevěného obkladu (kanadský ořech). Jedná se o rané dílo českého malíře, grafika, ilustrátora, návrháře gobelínů a poštovních známek Cyrila Boudy. Strop pánského salonu je celoplošný – intarzovaný stropní obklad z tmavě mořeného dubu. Lustry zde jsou dřevěné konstrukce se skleněnými čirými svítidly s malbou. Na podlaze pánského salonu leží koberce s geometrizujícími vzory podle návrhu Františka Kysely.

### Hudební salon
Hudební salon je jakýmsi úvodem a současně i zázemím k velkému recepčnímu sálu. Celá koncepce hudebního salonu je laděna do egyptské symboliky černé a zlaté barvy, která kontrastuje s výraznou kresbou světlých a tmavších dřev v podlaze. Strop hudebního salonu je celoplošně pokryt plátkovým zlatem a je (v případě potřeby) osvětlován skrytými světelnými zdroji. Tyto světelné zdroje jsou zakomponovány v horních koncích dřevěných polosloupů, jež jsou v pravidelných rozestupech rozmístěny vertikálně u stěn salonu. Mezi těmito sloupy jsou napjaty modré látkové stěny. Ty vzdáleně připomínají sice látkové tapety, ale jsou od stěn (z akustických důvodů) poměrně vzdáleny. Pro pohodlný komorní poslech hudby je hudební salon zařízen několika kusy těžkého sedacího nábytku. Součástí místnosti je i černý křídlový klavír umístěný na vyvýšeném stupínku.

### Jídelní salon
Jídelní salon je proporcionálně podobný salonu vstupnímu, má identickou výšku i okna, ale dominují zde dřevěné obklady i masivní nábytek. Osvětlení salonu sleduje tvar velkého stolu a je kombinací několika příčných světelných ramp obehnaných obdélníkovým prstencem kulatých solitérních stropnicových svítidel. Vnitřek stropního obdélníkovitého prstence je vyplněn stropními kazetami, jež mají ve svých polích další vzory v podobě lineární kresby. Speciálním technickým prvkem jídelního salonu je „akustické okno“ do hudební komory. To umožňuje poslech živé hudby, kterou produkují skrytí hudebníci. (Kromě jídelního salonu se hudba přenáší i do velkého recepčního sálu.) Na straně jídelního salonu je akustické okno umístěno v horní třetině jedné ze stěn, je stále kryto tmavou, akusticky průzvučnou látkou a je mechanicky chráněno dekorativní mříží. Pod tímto akustickým oknem se nachází (osazená na zařízení jídelny) keramická glazovaná plastika dívky od české sochařky a keramičky Heleny Johnové. Před jídelním stolem je koberec s geometrizujícím vzorem (návrh Františka Kysely). V čele jídelního salonu na protiokenní stěně je umístěno těleso krbu kryté dekorativní mříží a obložené kamenným obkladem. V ose krbu těsně nad horní hranou obkladu jsou hodiny a nad nimi (v mělké nice) rozměrově největší obraz (olejomalba na plátně zasazená do dřevěného obkladu) – „Hojnost“ od českého akademického malíře (krajináře i figuralisty) Jaroslava Malínského.

### Citronový (čajový) salon
Citronový salon působí nábytkem (kulaté stolky, křesla s nízkými opěradly), potahovými látkami i obklady světlým citronovým dřevem jako odpočinkový prostor předurčený k pití čaje či kávy a vedení odlehčené nezávazné konverzace. Na oknech se zde nachází záclony (bílý etamín s rozměrnými krajkovými vložkami) od textilní výtvarnice (působící především v oboru krajek) Emilie Paličkové Mildeové a na podlaze ležící celoplošný koberec s geometrickým vzorem podle návrhu Františka Kysely. Do místnosti byla instalována počátkem 30. let 20. století i tapiserie „Praha matka měst“ jejímž autorem je rovněž František Kysela.

### Hráčský salon
Původní látkové tapety v hráčském salonu byly nahrazeny jejich papírovými replikami, což tomuto prostoru, vybaveném světle čalouněným nábytkem s tmavšími plochami kulatých či hranatých „hráčských“ stolků, neubralo nic z jeho zamýšleného charakteru. Opticky je výška hráčského salonu snížena použitím vodorovných tmavých dřevěných obkladů stěn (umístěných v horní třetině výšky místnosti). V hráčském salonu je trvale instalována vitrína se vzácnými skleněnými objekty, mezi nimiž lze nalézt i originální skleněné poháry českého sochaře a glyptika Josefa Drahoňovského.

### Zimní zahrada
Zcela výlučným prostorem v oficiální části rezidence primátora hlavního města Prahy je zimní zahrada. Zatímco všechny ostatní salony jsou použitými materiály a barvami laděny převážně do tmavě hnědých tónů, působí zimní zahrada svými bílými kamennými stěnami, podlahou a stropní klenbou opravdu „zimním“ dojmem. Strop zimní zahrady je tvořen bílou klenbou prokládanou příčnými tmavými mozaikovými klenebními pásy. Protiokenní stěna místnosti je ozdobena dvěma plastikami (umístěným na kamenných pylonech) – dívčími akty z bílého mramoru Statuario od českého sochaře Ladislava Beneše. V prostoru mezi plastikami jsou ve stěně (v její první třetině výšky od podlahy) umístěny kamenné trojúhelníkovité reliéfní misky. Některé z nich mají jen dekorativní účel, ale jiné (se zdrojem vody) slouží k napájení vodní kaskády. Voda z kaskády může stékat gravitací po stěně dolů a tam pak končí v „květinovém záhoně“ vkomponovaném do podlahy zimní zahrady.

Některé objekty a salony z oficiálních prostor rezidence
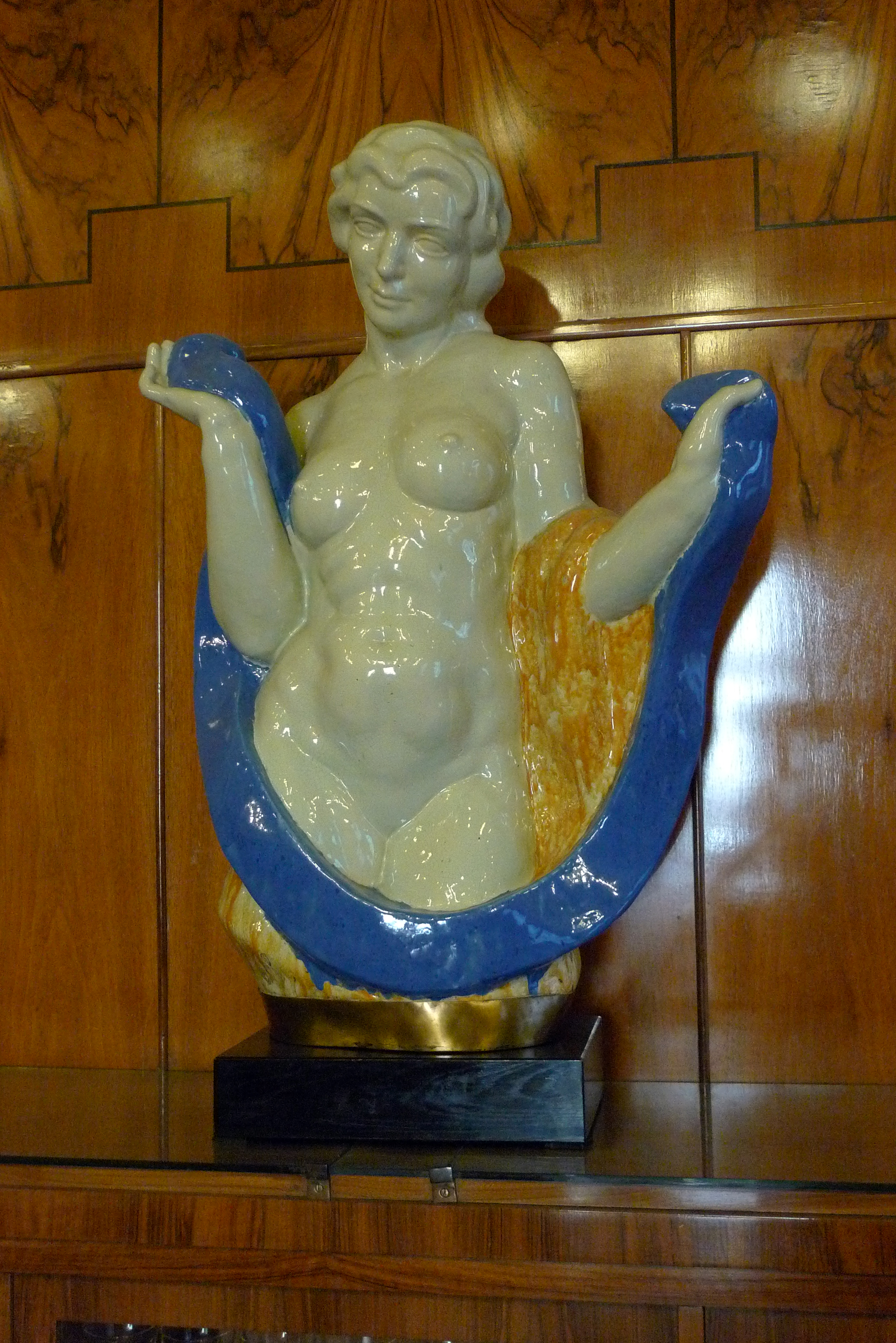
Jídelní salon, keramická glazovaná plastika dívky od Heleny Johnové
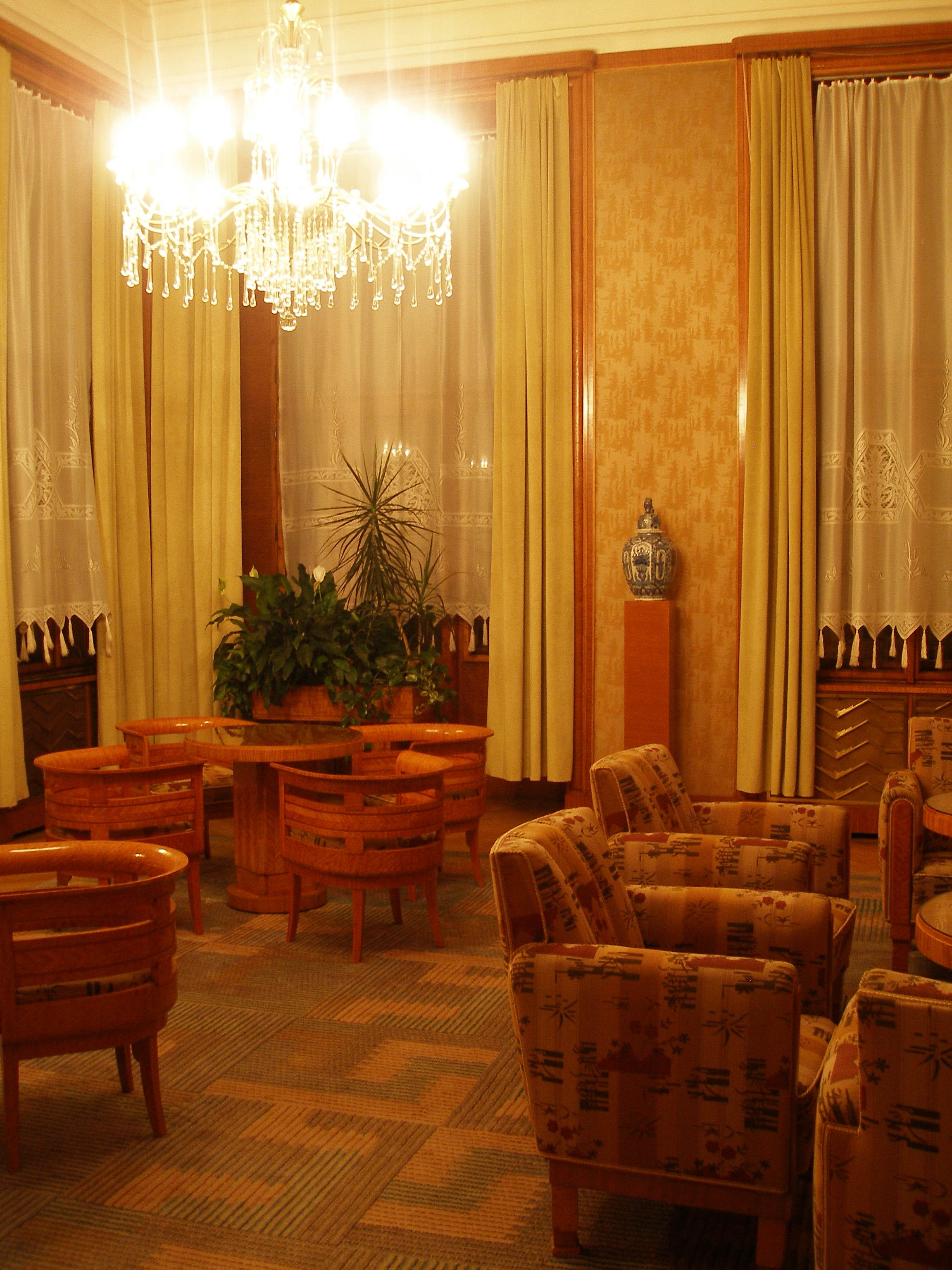
Citronový (čajový) salon, celkový pohled
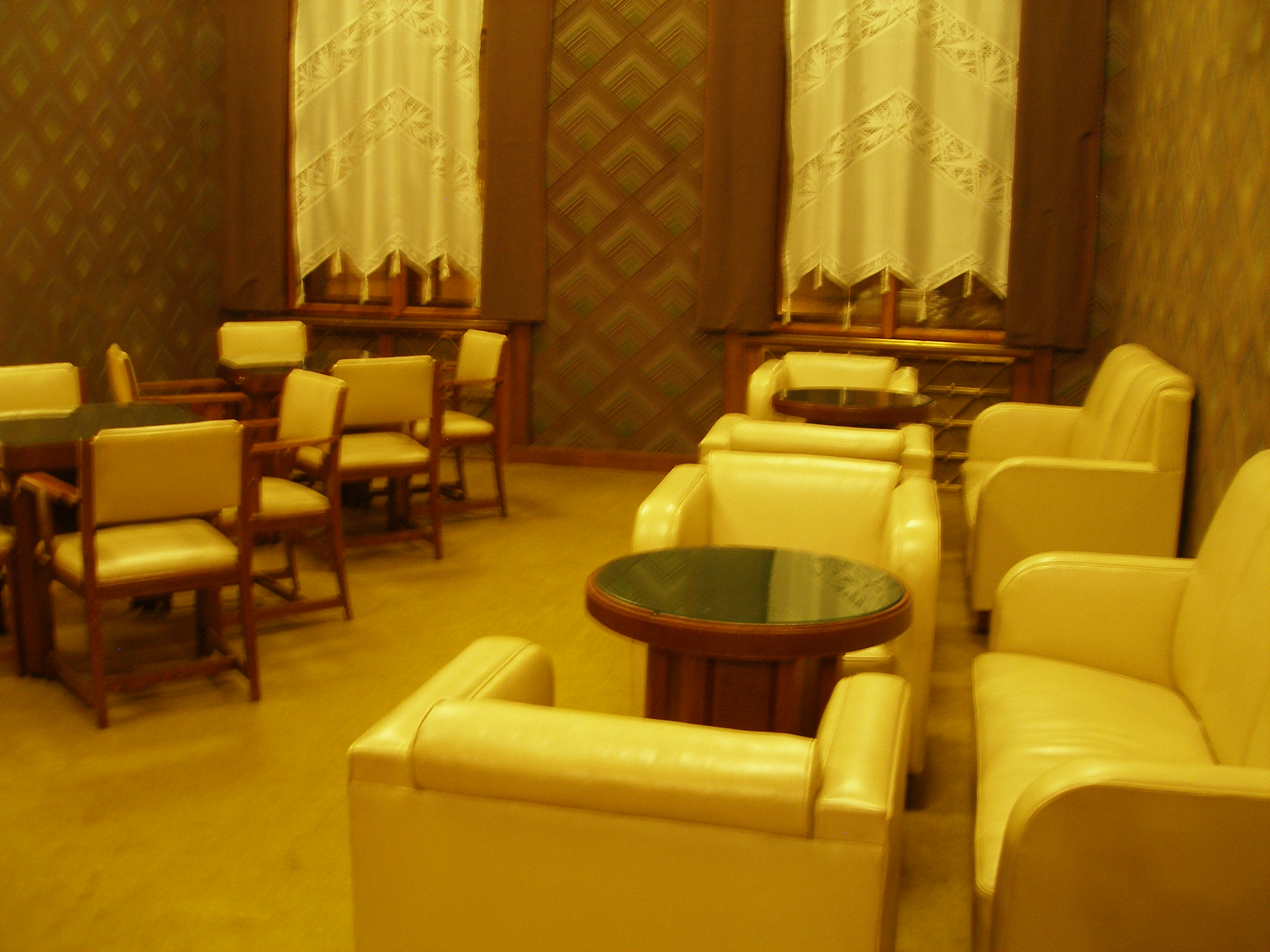
Hráčský salon, celkový pohled
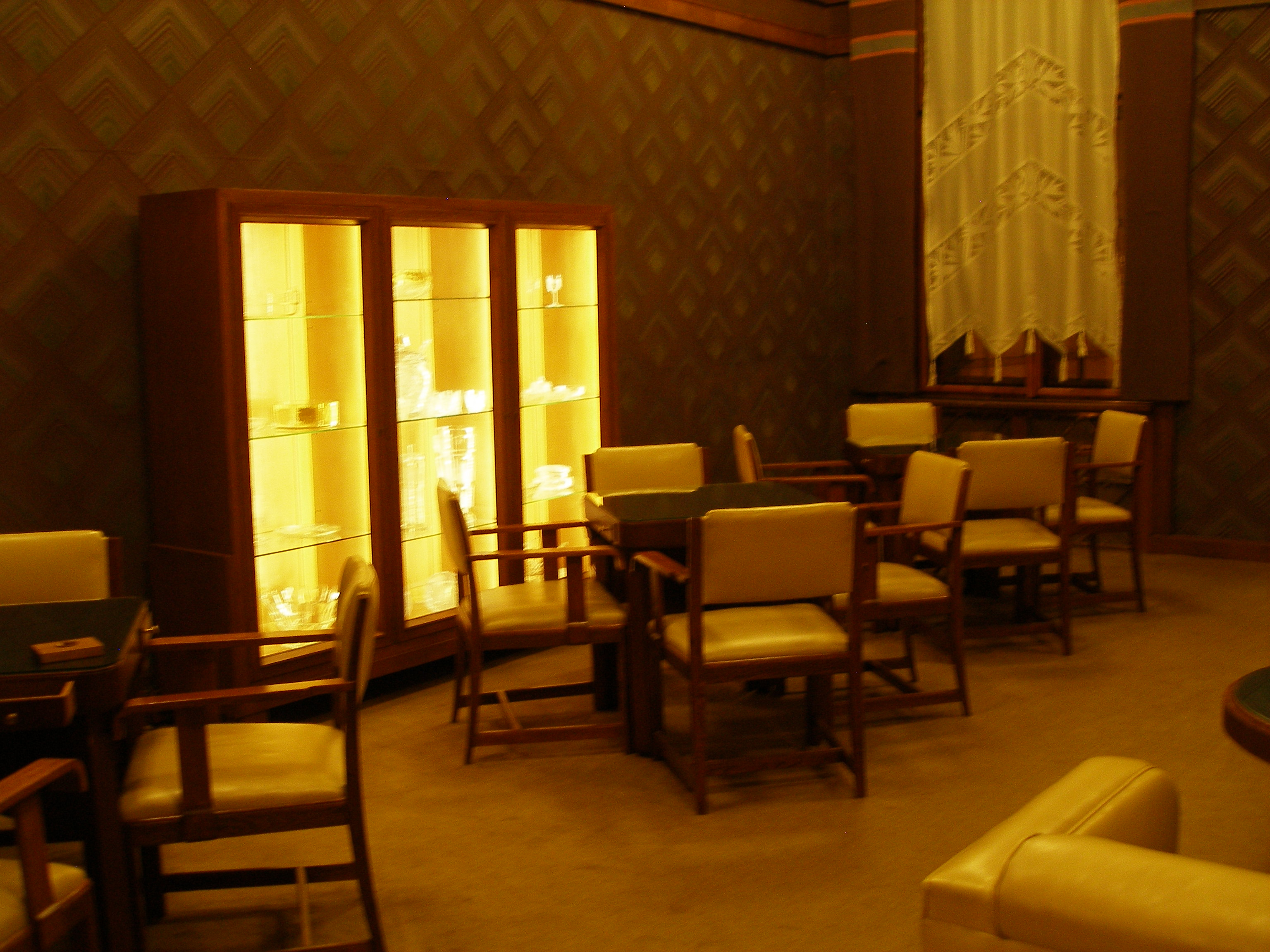
Hráčský salon s vitrínou se vzácnými skleněnými objekty
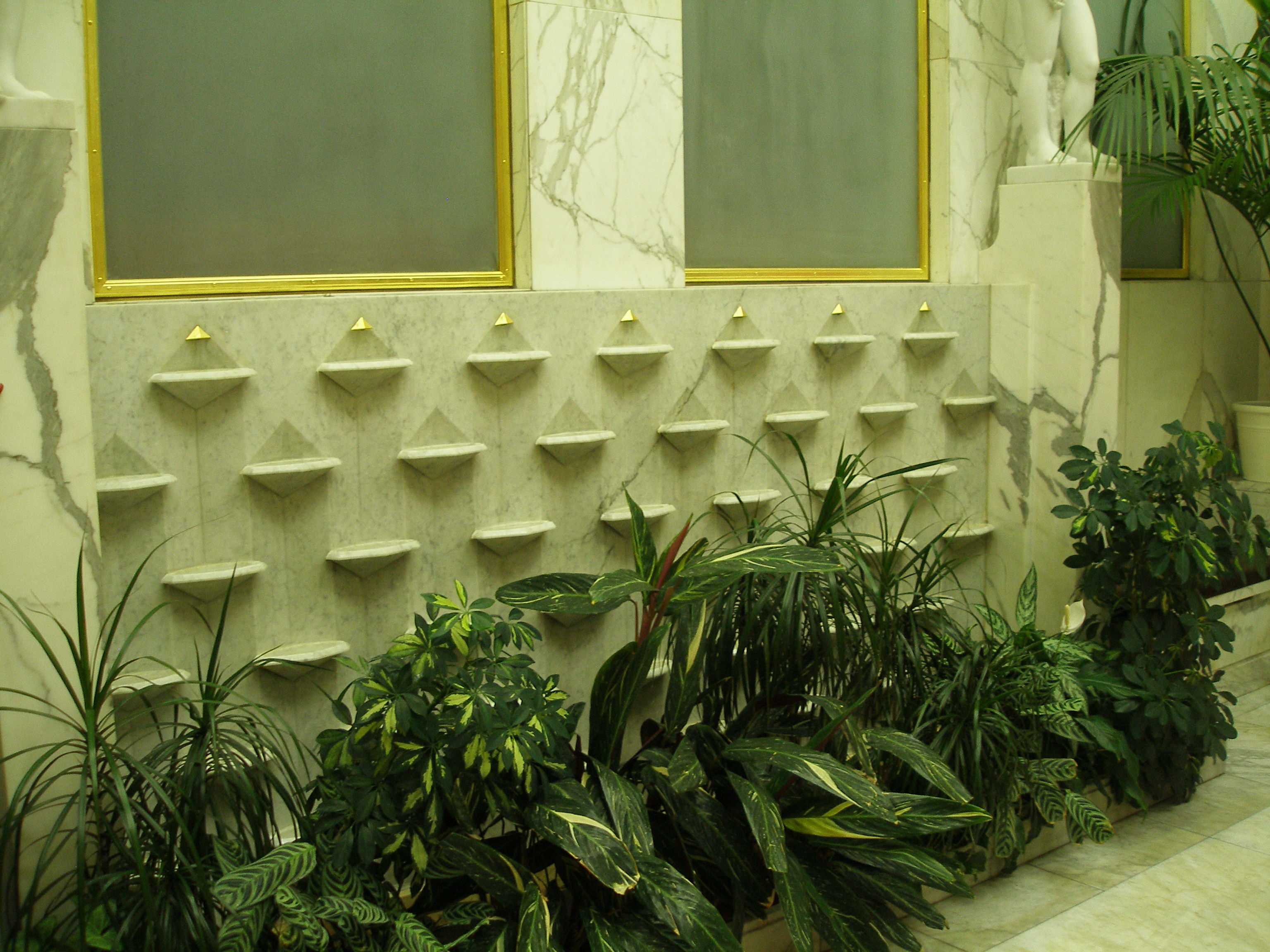
Zimní zahrada, pohled na reliéfní misky
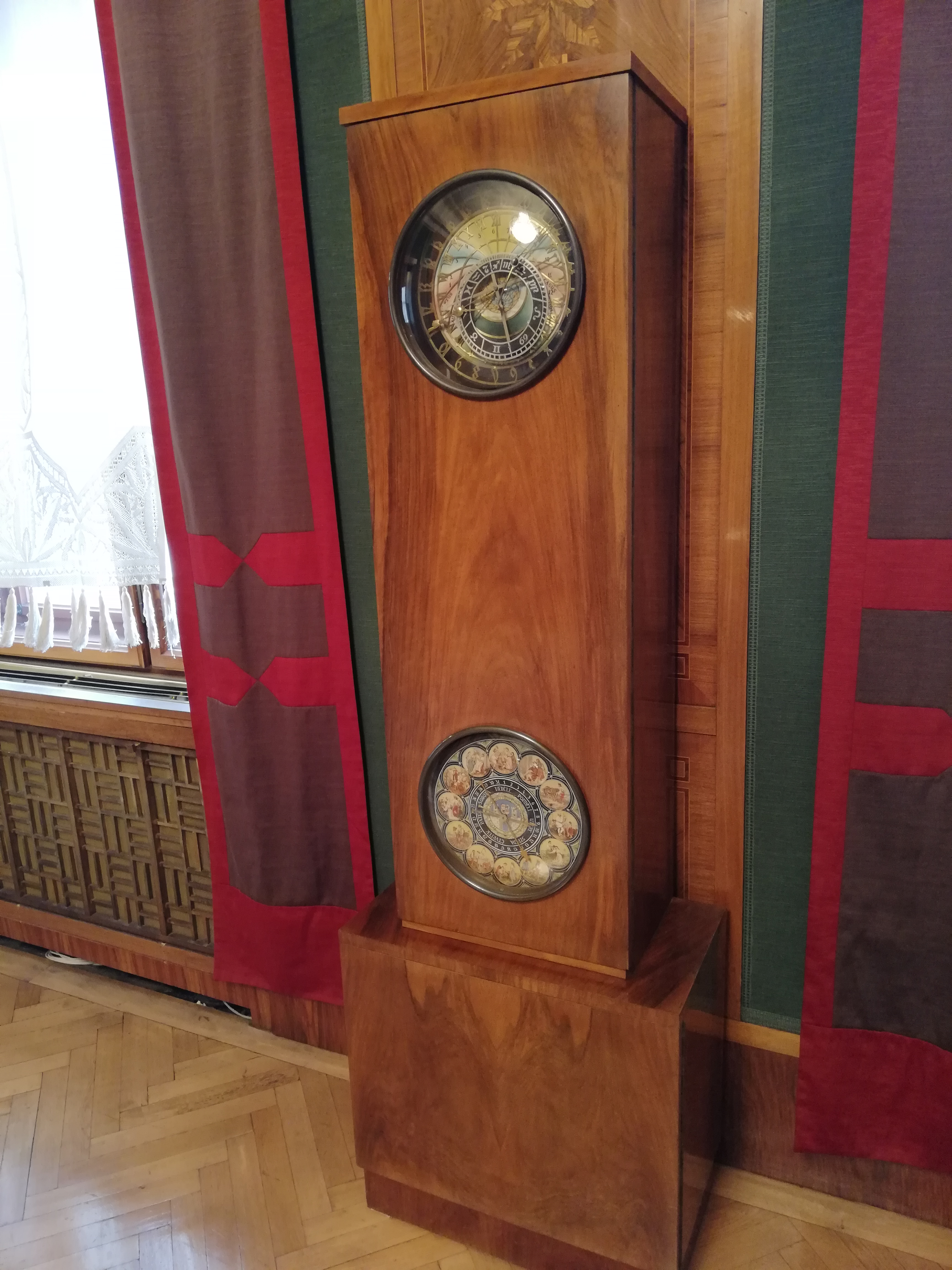
Stojací hodiny v jednom ze salonů oficiální části rezidence